# Holcopogoninae
De Holcopogoninae zijn een onderfamilie van vlinders in de familie dominomotten (Autostichidae). Het typegeslacht is Holcopogon. De naam van dit taxon werd in de rang van familie gepubliceerd door László Anthony Gozmány in 1967.

## Systematisch positie
Deze groep wordt ook wel als zelfstandige familie Holcopogonidae opgevat, zoals door de oorspronkelijke auteur, Gozmany, bedacht. Als, om wat voor reden ook, de Autostichidae en de Holcopogonidae als zustergroepen binnen één taxon worden opgevat, dan krijgt dat taxon de oudere naam van deze twee, Autostichidae LeMarchand, 1947. Dat was de visie van Van Nieukerken et al. (2011), die de beide groepen als onderfamilies in de familie Autostichidae plaatsten.

## Geslachten
- Arragonia Amsel, 1942
- Charadraula Meyrick, 1931
  - = Bubulcellodes Amsel, 1942[3]
- Gobiletria Gozmany, 1964
- Heringita Agenjo, 1953
  - = Gigantoletria Gozmany, 1963[4]
- Hesperesta Gozmany, 1978
- Holcopogon Staudinger, 1880
  - = Cyrnia Walsingham, 1900[3]
  - = Epistomotis Meyrick, 1906
- Oecia Walsingham, 1897
  - = Macroceras Staudinger, 1876 non Macroceras Semper, 1870 (Mollusca)
- Turatia Amsel, 1942
  - = Ilionarsis Gozmány, 1959